# Мюнхенський метрополітен
Мю́нхенський метрополіте́н (нім. U-Bahn München) — разом із Мюнхенською міською електричкою є основою громадського транспорту в Мюнхені. Метро в цьому місті було відкрито 19 жовтня 1971 року, станом на сьогодні довжина мережі становить 103,1 км з 96 станціями. Густота станцій на 1000 мешканців є однією з найвищих у світі. Завдяки стовідсотковій оснащеності станцій ліфтами, траволаторами і ескалаторами, а також продуманою системою пересадок мюнхенське метро вважають одним із найзручніших у Європі. Мюнхенське метро обслуговує фірма «Мюнхенське транспортне товариство» (MVG), що входить в тарифне об'єднання «Мюнхенський транспортний і тарифний союз» (MVV).

## Історія
Перші плани з будівництва метрополітену в місті з'явилися у 1905 році, але не знайшли підтримки ні у влади міста, ні у мешканців. Вдруге до ідеї повернулися у 1928 році, планом передбачалося замінити трамваї в центрі міста підземними лініями метро. Реалізації цього проєкту перешкодила економічна криза у Німеччині кінця 20-х. Діло дійшло до будівництва у 1938 році, 22 травня проведена урочиста церемонія початку будівництва. Через дефіцит ресурсів під час війни будівництво було припинене у 1941 році, недобудований тунель (ділянка «Sendlinger Tor»—«Goetheplatz») пізніше слугував мешканцям бомбосховищем під час авіаударів.
Вкотре до проєкту повернулися вже на початку 1960-х, планувалося побудувати систему швидкісних трамваїв з підземними ділянками в центрі міста. Через економію коштів передбачалося використання вагонів трамвайного типу, та будівництво станцій з можливістю в майбутньому переробки їх під потреби класичного метрополітену. У 1963 році проєкт був затверджений міською радою, будівництво почалося 1 лютого 1965 року. Аналіз транспортних потоків, проведений влітку того ж року, довів, що система швидкісного трамваю не впорається з перевезенням постійно зростаючої кількості пасажирів. Це змусило міську раду 16 червня 1965 року остаточно затвердити будівництво в місті класичного метрополітену. Початкова ділянка «Kieferngarten»—«Goetheplatz» лінії U6, відкрита у 1971 році, складалася з 13 станцій та 12 км.

## Лінії
| Лінія | Шлях                                             | Відкриття | Станції |
| ----- | ------------------------------------------------ | --------- | ------- |
| U1    | Olympia-Einkaufszentrum – Mangfallplatz          | 1980      | 15      |
| U2    | Feldmoching – Messestadt Ost                     | 1980      | 27      |
| U3    | Moosach – Fürstenried West                       | 1972      | 25      |
| U4    | Westendstraße – Arabellapark                     | 1988      | 13      |
| U5    | Laimer Platz – Neuperlach Süd                    | 1984      | 18      |
| U6    | Garching-Forschungszentrum – Klinikum Großhadern | 1971      | 26      |
|       | Olympia-Einkaufszentrum — Neuperlach Zentrum     | 2011      | 19      |
|       | Olympiazentrum — Neuperlach Zentrum              | 2013      | 19      |

### Особливості
Особливістю Мюнхенського метрополітену є спільне використання ділянок в центрі міста різними лініями. 
- Лінії U1 та U2 спільно використовують ділянку «Hauptbahnhof»—«Kolumbusplatz» з 4 станцій.
- Лінії U3 та U6 спільно використовують ділянку «Implerstraße»—«Münchner Freiheit» з 9 станцій.
- Лінії U4 та U5 спільно використовують ділянку «Max-Weber-Platz»—«Westendstraße» з 9 станцій.
- Лінія U2 спільно використовує станцію «Innsbrucker Ring» з U5, та станцію «Scheidplatz» з U3.
- Лінії U7 та U8 не мають жодної власної станції, використовують виключно спільні станції з другими лініями.

## Станції
Переважна більшість станцій в місті підземна. Наземних станцій лише 6, ділянка «Garching-Hochbrück»—«Studentenstadt» з п'яти станцій на лінії U6 та станція «Neuperlach Süd» на лінії U5.

## Рухомий склад
У Мюнхені експлуатується 3 типи вагонів. Із них складають 2-вагонні (нім. Kurzzug), 4-вагонні (нім. Vollzug) та 6-вагонні потяги (нім. Langzug).

#### Тип A
| Мод. | Борт. № | Роки будівництва |
| ---- | ------- | ---------------- |
| A1   | 091—093 | 1967             |
| A2.1 | 101—151 | 1970—1971        |
| A2.2 | 161—178 | 1974—1975        |
| A2.3 | 201—253 | 1978—1980        |
| A2.5 | 301—348 | 1982—1983        |
| A2.6 | 351—371 | 1983             |

Вагони типу А вироблялися протягом 1967—1983 рр. на заводах MAN, O&K, Rathberger та WMD. Довжина двовагоного потягу — 12000 мм. Ширина — 2900 мм; висота — 3550 мм.

#### Тип B
| Мод. | Борт. № | Роки будівництва |
| ---- | ------- | ---------------- |
| B1.4 | 494—499 | 1981             |
| B2.7 | 501—535 | 1987—1988        |
| B2.8 | 551—572 | 1994—1995        |

#### Тип C
| Мод.  | Борт. № | Роки будівництва |
| ----- | ------- | ---------------- |
| C1.9  | 601—610 | 2000—1971        |
| C2.10 | 611—618 | 2005             |
| C2.11 | 701—... | 2013—2015        |

## Режим роботи
- Метрополітен працює з 4:00 до 1:00, у п'ятницю та суботу до 2:00.
- Інтервал руху на лініях: 5 хвилин в годину пік, 10 хвилин в поза пікові години та 20 хвилин після опівночі. Відповідно на спільно використовуваних ділянках інтервал буде вдвічі менший.

## Оплата проїзду
Квиток, куплений у метро, дійсний і на інші види транспорту – трамвай та автобус. Одноразовий квиток на коротку відстань (дві зупинки) коштує €1.90. Більш тривала поїздка в межах однієї зони буде коштувати €3.70, в межах двох зон – €5.60. Також є квиток для необмежених поїздок на 1 день вартістю від €8.80. Для туристів пропонуються спеціальні карти CityTourCard, що дозволяють переміщатися в транспорті без обмежень та дають знижку при відвідуванні визначних пам'яток, ресторанів, магазинів та інших закладів-партнерів. Ціна картки на 1 день €15.50, на 2 дні - €22.50, на 3 дні €27.50, на 4 дні €33.90. Діти віком до 6 років можуть користуватися метро Мюнхена безкоштовно. Одноразовий квиток для дітей від 6 до 14 років доступний за фіксованою ціною – €1.80, денний квиток – €3.50, незалежно від кількості зон.

## Галерея

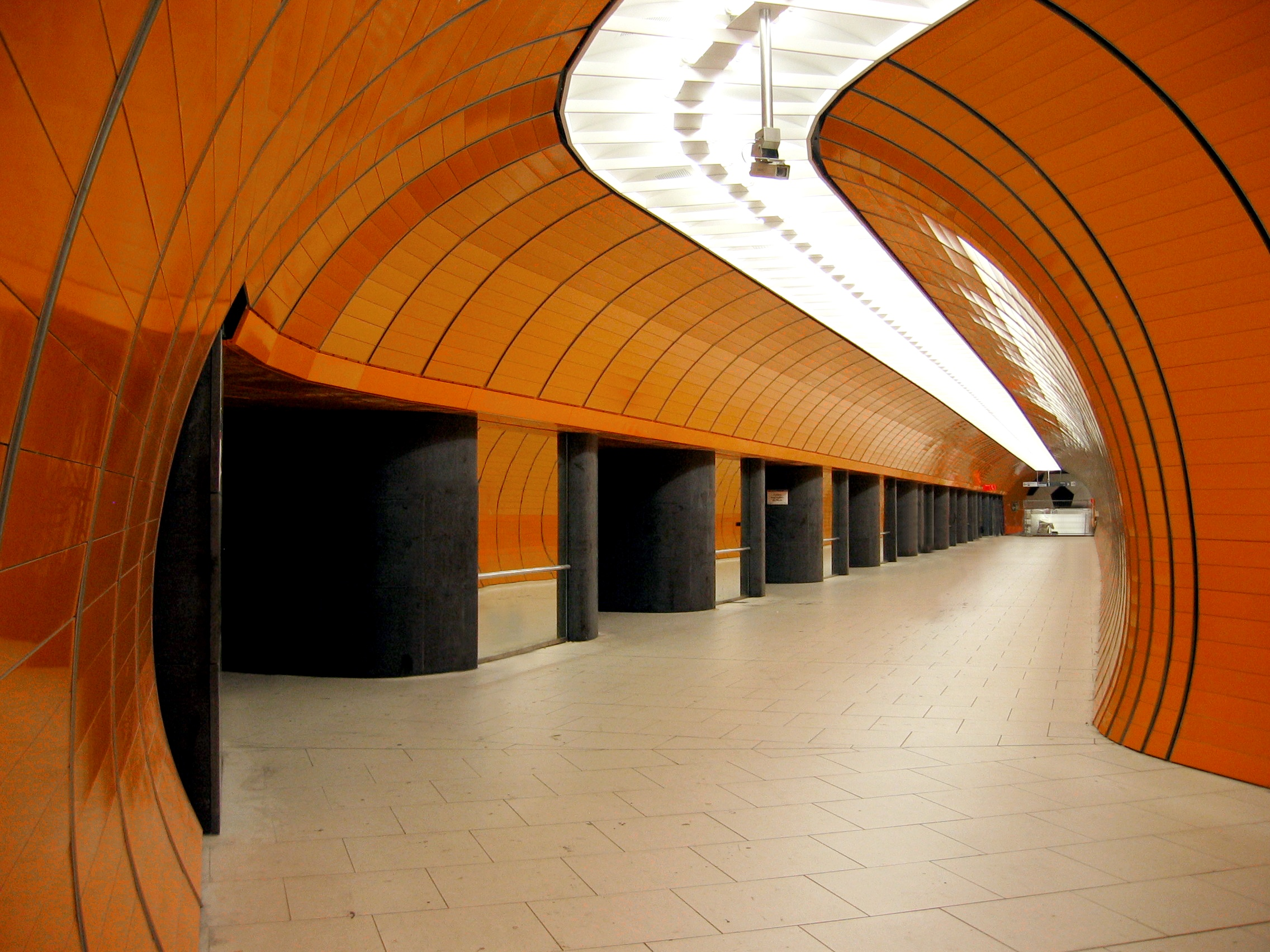
Станція «Марієнплац»
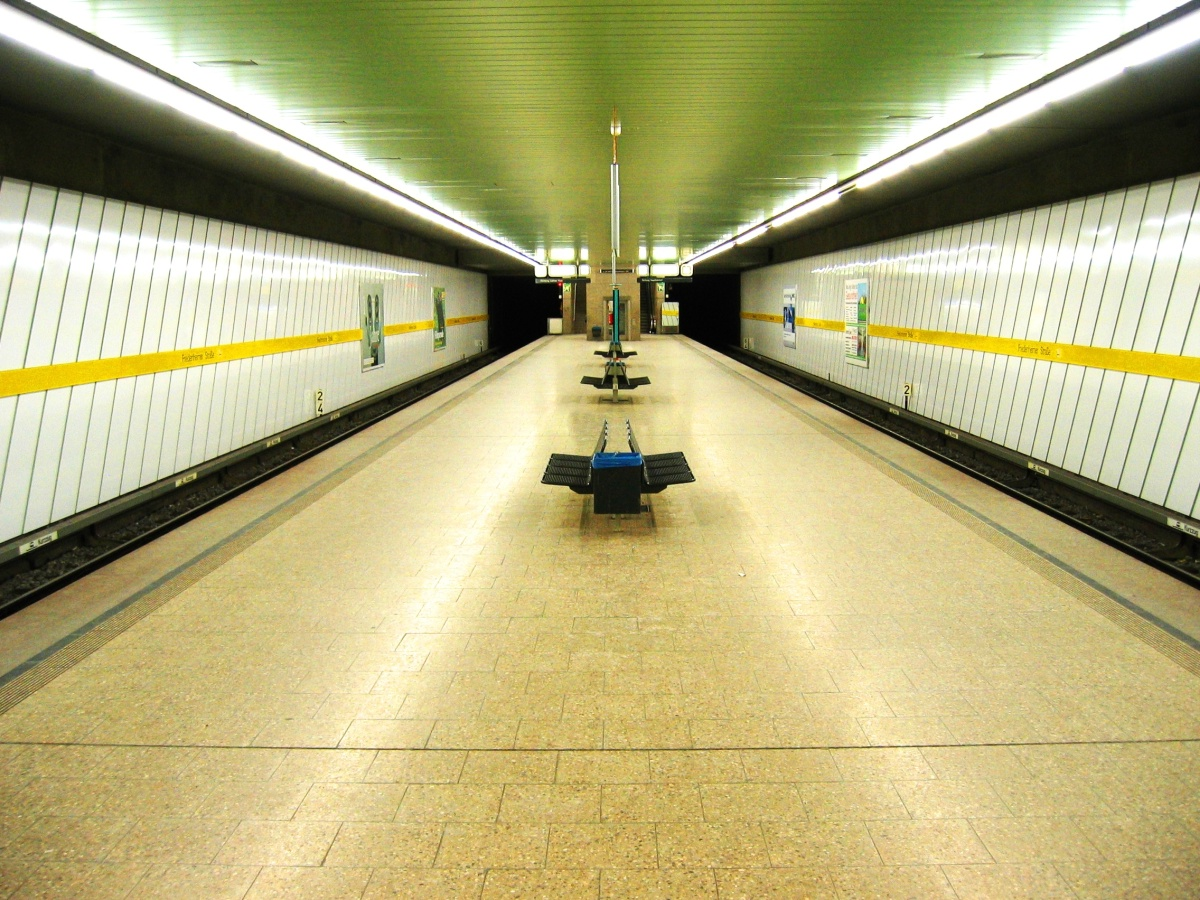
Платформа станції «Friedenheimer Straße»
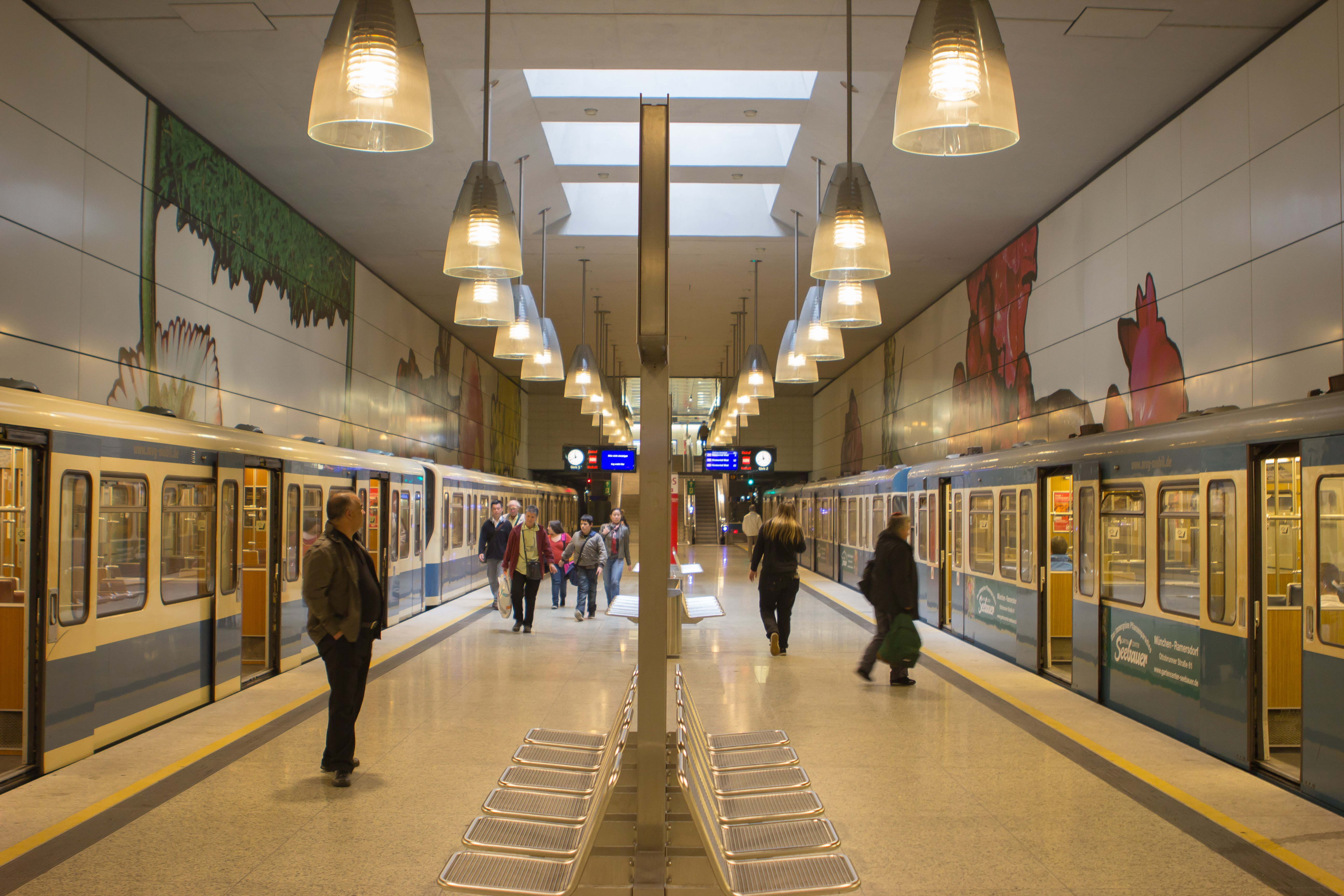
Платформа станції «Moosach»
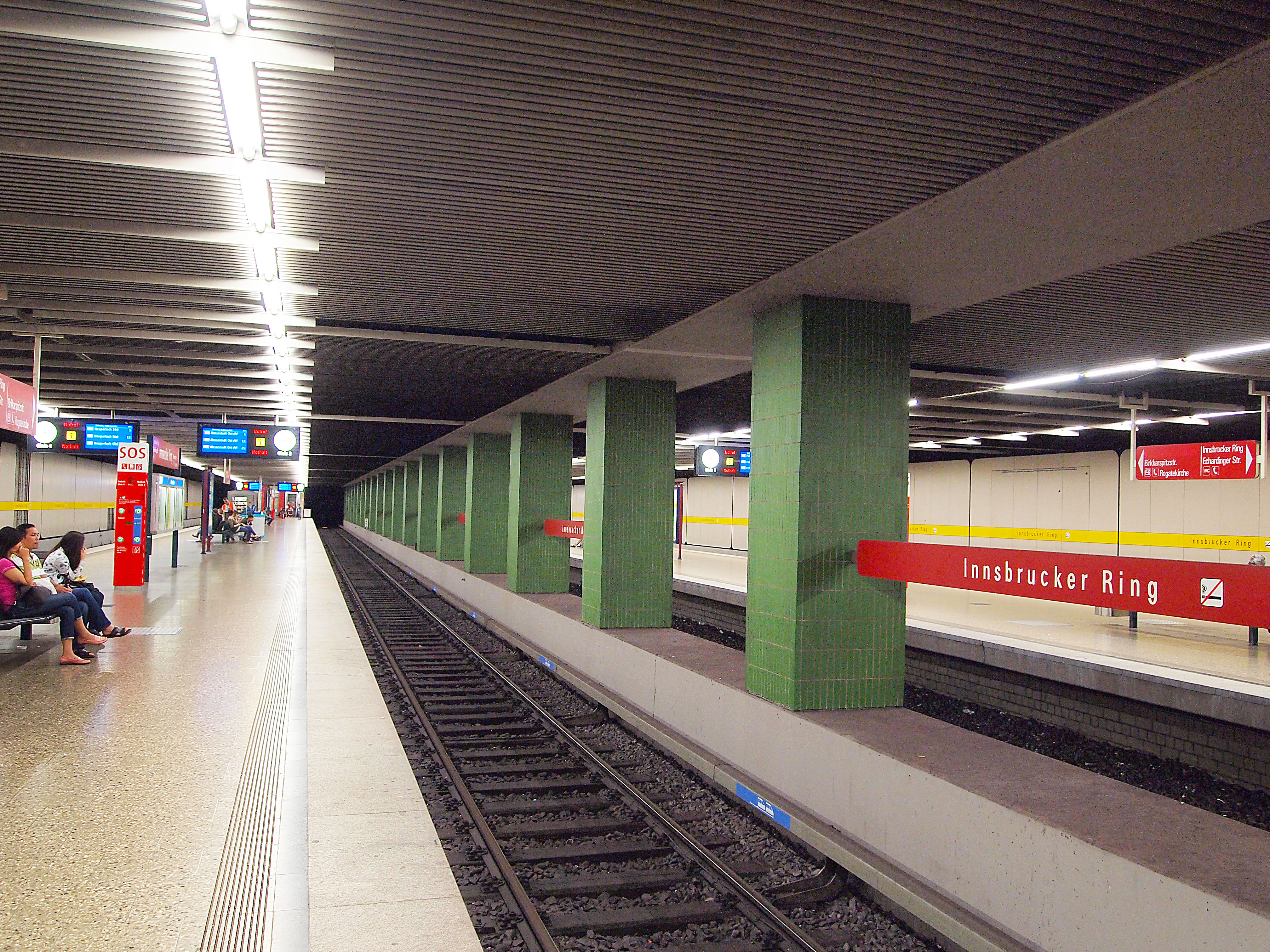
Платформа станції «Innsbrucker Ring»
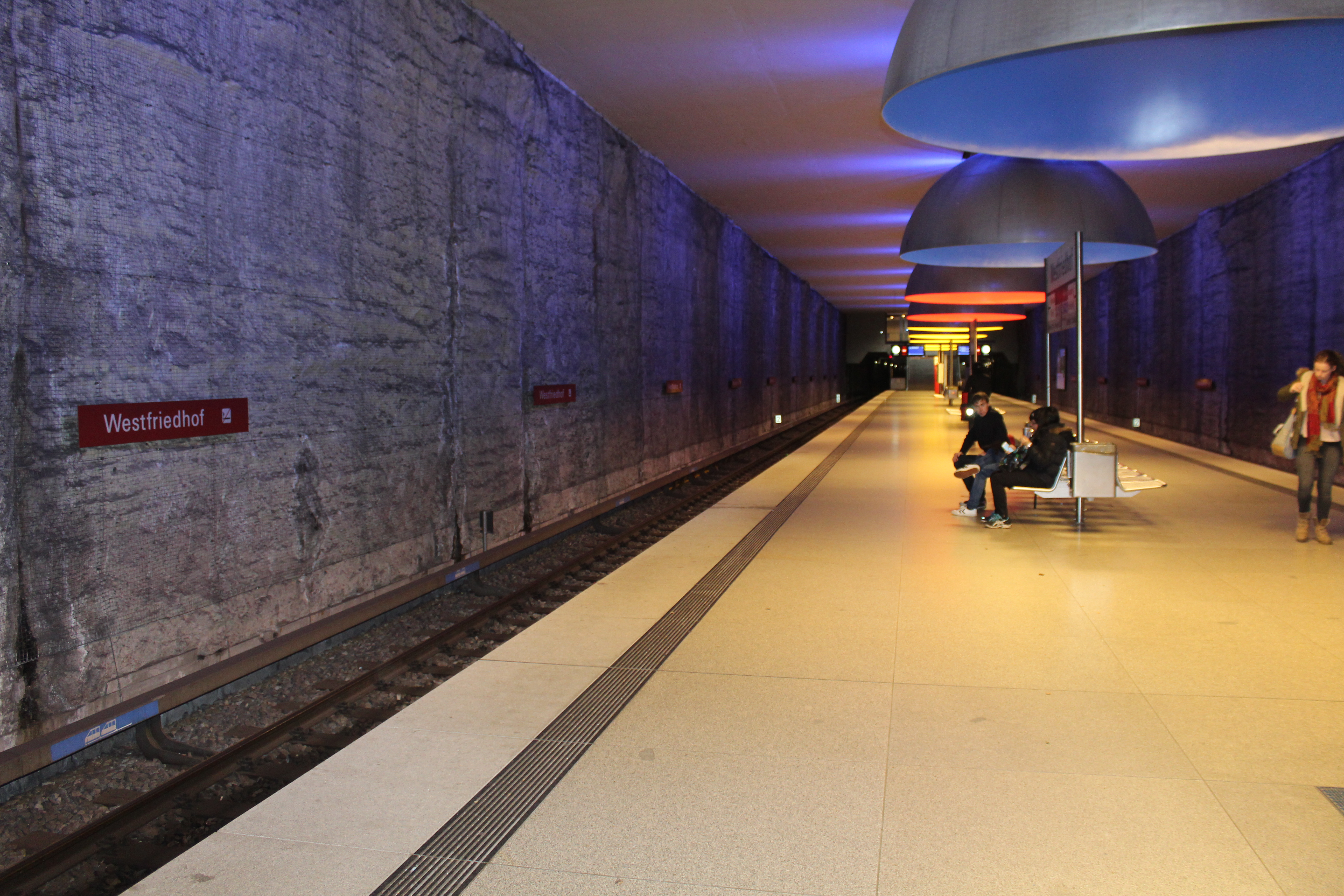
Платформа станції «Westfriedhof Munich»
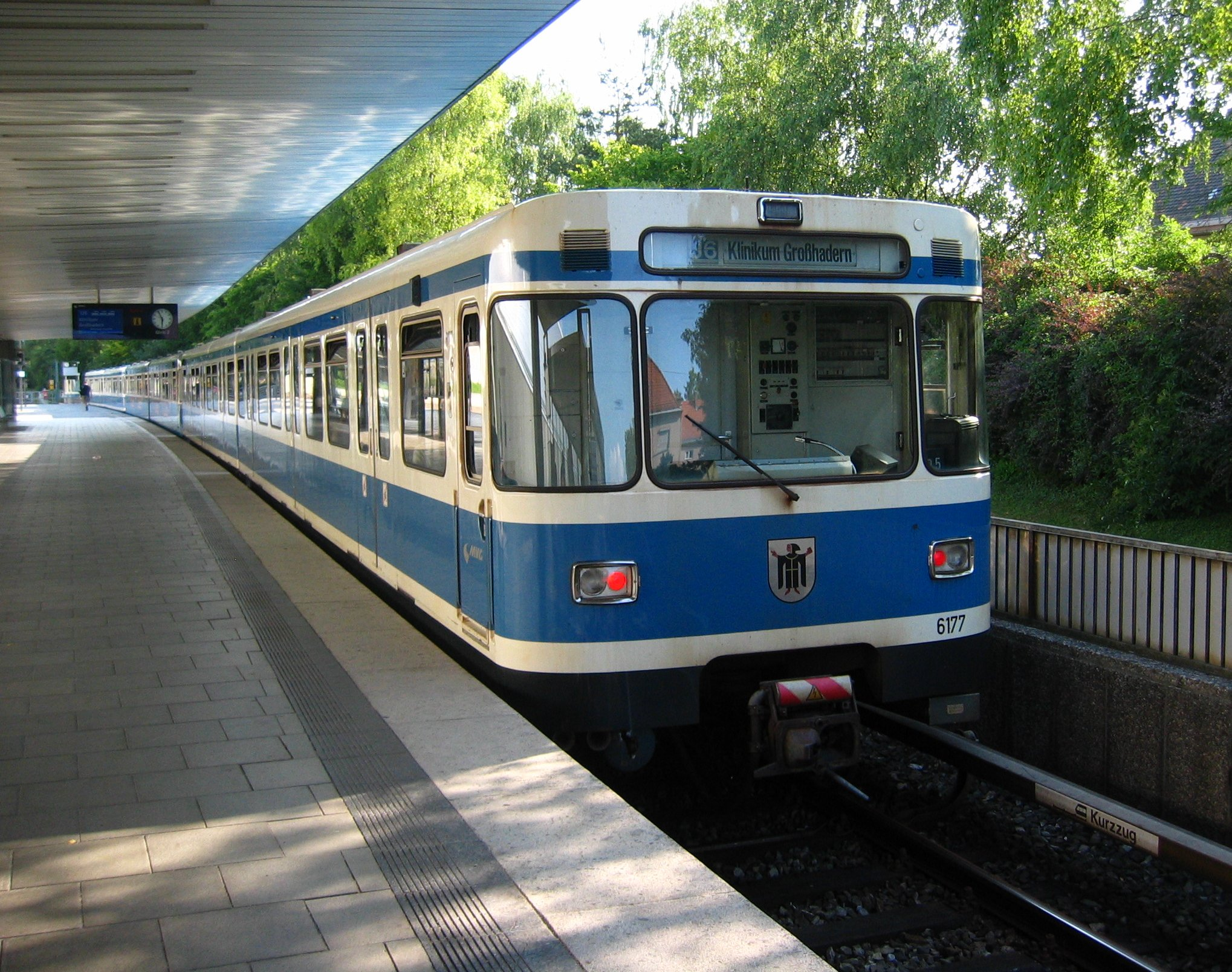
Вагон типу А у 6-вагонному складі на станції Фрайманн (Freimann) лінії U6
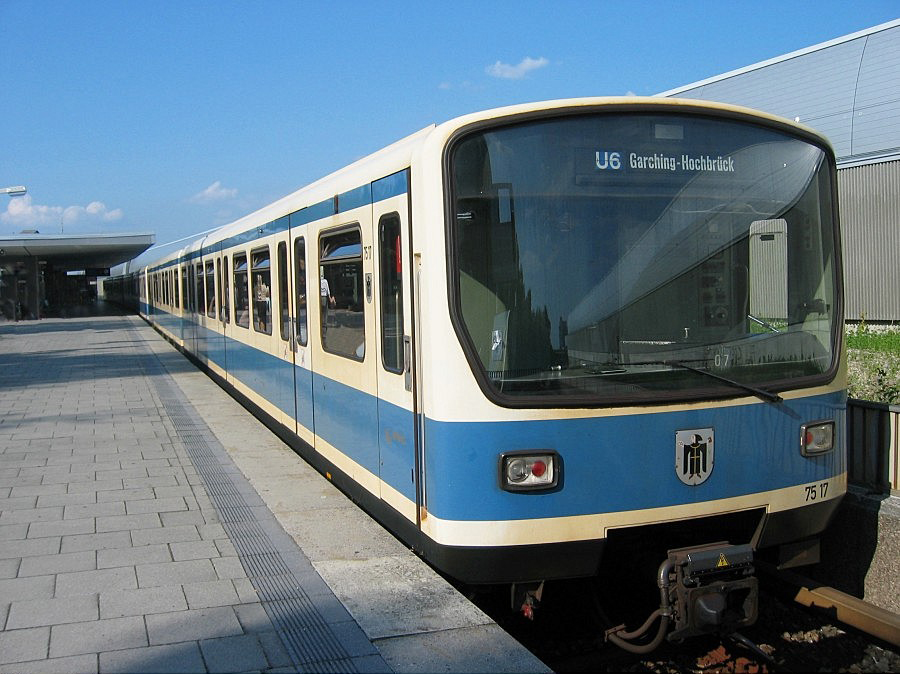
Вагон типу B на станції Фрайманн (Freimann) лінії U6
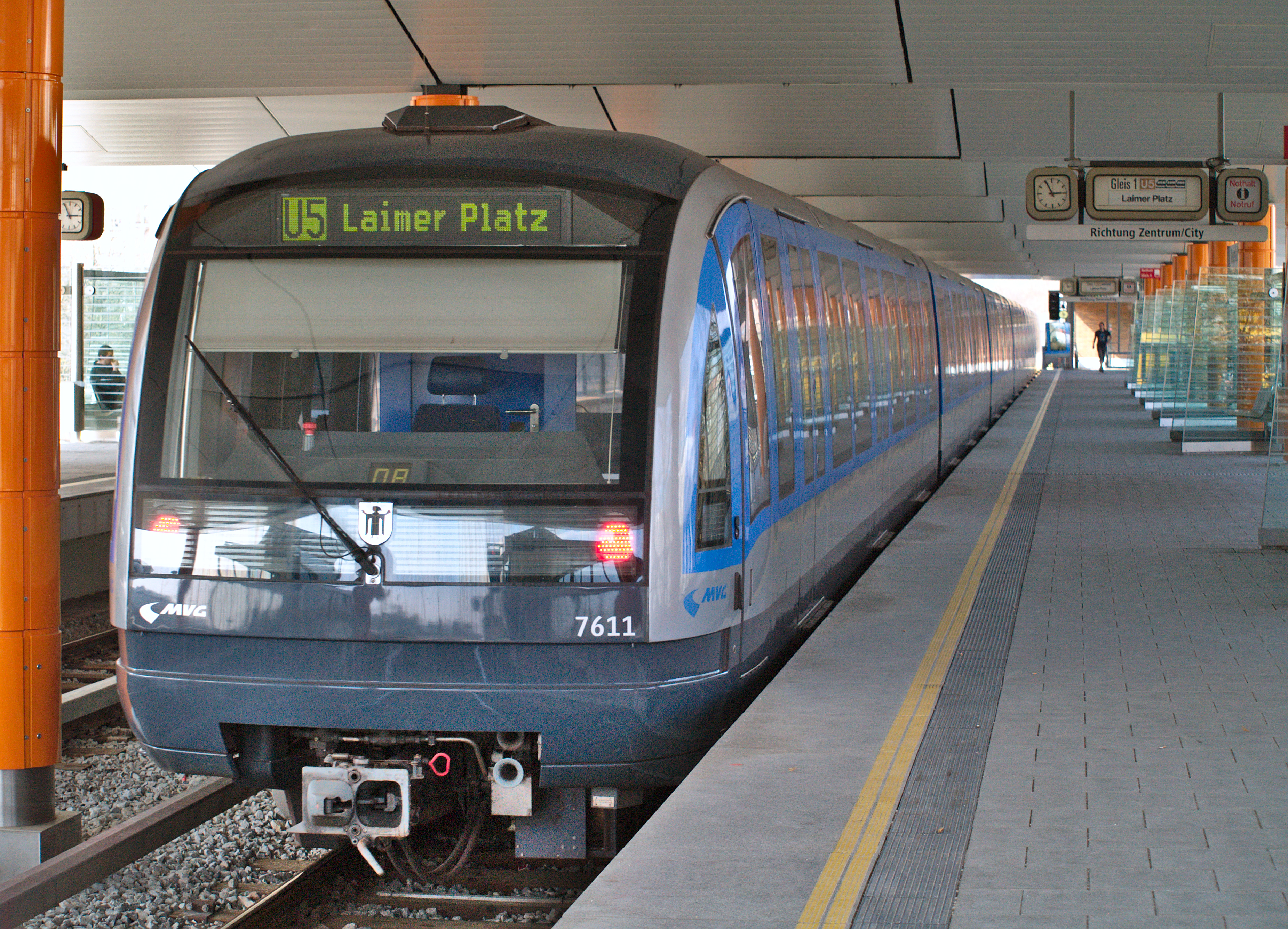
Вагон типу C на станції Нойперлах Зюд (Neuperlach Süd) лінії U5